# Dressed to Kill (1946)
Dressed to Kill is een Amerikaanse film uit 1946, gebaseerd op het personage Sherlock Holmes. De film werd geregisseerd en geproduceerd door Roy William Neill. Het is de veertiende en laatste van de Sherlock Holmes-films met Basil Rathbone als Holmes en Nigel Bruce als Dr. Watson. De film bevindt zich in het publiek domein.

## Verhaal
De plot draait om drie goedkope muziekdoosjes, die elk een iets andere versie spelen van het nummer "The Swagman". Alle drie zijn ze gemaakt in de Dartmoorgevangenis. Nadien zijn de doosjes verkocht op een veiling.
Een bende criminelen heeft het om een of andere reden voorzien op de doosjes, en is zelfs bereid mensen te vermoorden om ze in handen te krijgen. Holmes ontdekt dat de muziek van de doosjes een code bevat, en probeert deze te kraken voordat de bende alle drie de doosjes kan bemachtigen.

## Cast
| Acteur            | Personage                     | Opmerkingen          |
| ----------------- | ----------------------------- | -------------------- |
| Basil Rathbone    | Sherlock Holmes               |                      |
| Nigel Bruce       | Dr. John H. Watson            |                      |
| Patricia Morison  | Mrs. Hilda Courtney           |                      |
| Edmund Breon      | 'Stinky' Emery                | als Edmond Breon     |
| Frederick Worlock | Colonel Cavanaugh             | als Frederic Worlock |
| Carl Harbord      | Inspector Hopkins             |                      |
| Patricia Cameron  | Evelyn Clifford               |                      |
| Holmes Herbert    | Ebenezer Crabtree             |                      |
| Harry Cording     | Hamid                         |                      |
| Leyland Hodgson   | Tour guide                    |                      |
| Mary Gordon       | Mrs. Hudson                   |                      |
| Ian Wolfe         | Commissioner of Scotland Yard |                      |